# Muammer Aksoy
Muammer Aksoy (ur. 1917 w İbradı, zm. 31 stycznia 1990 w Bahçelievlerze) – turecki prawnik, polityk i dziennikarz, ofiara zamachu.

## Życiorys
Był synem deputowanego do parlamentu osmańskiego Numana Aksoya. W 1939 ukończył studia prawnicze na Uniwersytecie Stambulskim, a w 1950 obronił pracę doktorską na uniwersytecie w Zurychu. Po powrocie do Turcji pracował jako wykładowca prawa handlowego na Uniwersytecie Stambulskim, a następnie przeniósł się na Uniwersytet w Ankarze, gdzie został zatrudniony na stanowisku adiunkta. W 1957 przerwał karierę naukową i zajął się polityką, wstępując do Republikańskiej Partii Ludowej. W 1960, po wojskowym zamachu stanu, Aksoy powrócił na uniwersytet, gdzie pracował na wydziale nauk politycznych, wykładał prawo konstytucyjne. Był członkiem zespołu przygotowującego w 1961 projekt nowej konstytucji. W 1963 uzyskał tytuł profesora. W 1971 objął stanowisko redaktora naczelnego tygodnika politycznego Ortam. Aresztowany i uwięziony w 1971 przez wojsko, wkrótce został uniewinniony.
W 1977 uzyskał mandat w wyborach parlamentarnych. Był delegatem Turcji do Rady Europy. W latach 80. działał w organizacjach skupiających prawników tureckich. W 1989 założył Stowarzyszenie Myśli Kemalistowskiej, którego został przewodniczącym. W tym czasie pisał felietony do lewicowego dziennika Cumhuriyet. Opowiadał się za świeckością państwa i nacjonalizacją zasobów naturalnych Turcji.

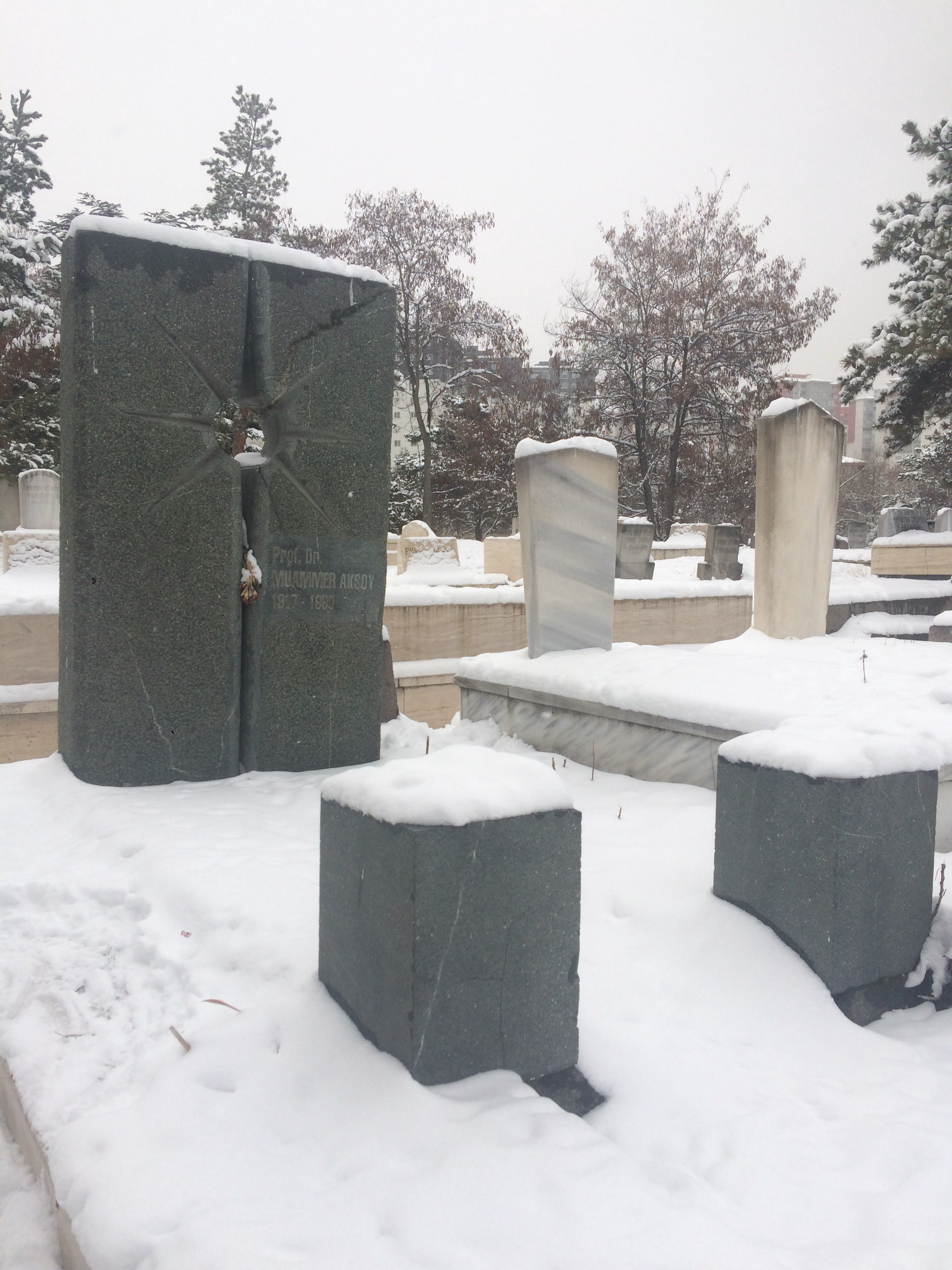
Grób Muammera Aksoya w Ankarze

## Okoliczności śmierci
Muammer Aksoy mieszkał w Bahçelievler, nieopodal Ankary. Wieczorem, 31 stycznia 1990 w pobliżu swojego domu został zastrzelony przez niezidentyfikowanych działaczy organizacji İslami Hareket (Ruch Islamski), która przyznała się do zorganizowania zamachu. Pozostawił żonę Ülkü i dwoje dzieci (Işık i Arın). Pochowany na cmentarzu Cebeci w Ankarze. Sprawców zamachu nie ujęto.

## Publikacje
- 1975: Devrimci Öğretmen Kıyımı (2 tomy)
- 1977: Sosyalist Enternasyonal ve CHP (Międzynarodówka Socjalistyczna a CHP)
- 1989: Önümüzdeki Cumhurbaşkanlığı Seçimi / Rejim Bunalımına ve Kötü Sonuçlarına Doğru Pupa Yelken Gidiş
- 1989: Laikliğe Çağrı (Wezwanie do laicyzacji)
- 1990: Atatürk ve Tam Bağımsızlık (Atatürk i niepodległość)